# 蘇格蘭航空
蘇格蘭航空是一家總部設在英國蘇格蘭格拉斯哥的低成本航空公司，以希臘航空名義營辦英國往地中海地區航線，公司是在希臘註冊及由希臘發出營運執照。由於蘇格蘭航空早在2005年停止營運，因此2006年12月希臘民航局取消了蘇格蘭航空的牌照。

## 歷史

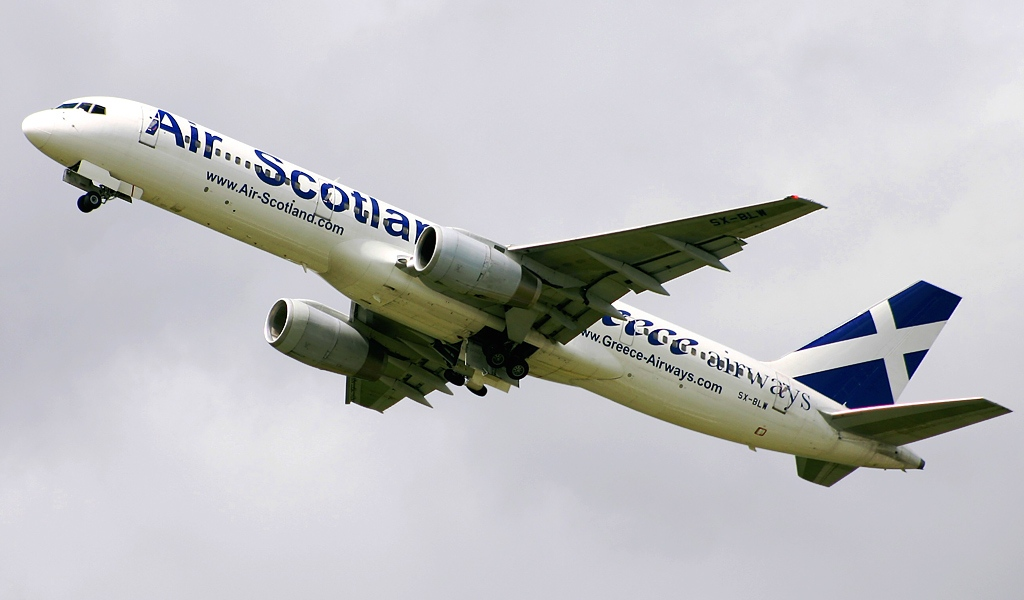
蘇格蘭航空的波音757客機

蘇格蘭航空是由一名伊拉克藉商人Dhia Al-Ani在2002年11月所創辦，2003年3月29日開始營運，採由2架波音757客機，由伊萊克特拉航空代為營運，航點為西班牙的渡假勝地。最初蘇格蘭航空只是替伊萊克特拉航空售賣機票，直至同年4月25日伊萊克特拉航空因欠債問題被BAA停飛。蘇格蘭航空終止了與伊萊克特拉航空的協議，改為與荷蘭航空合作，恢復以往航線。不過在2004年荷蘭航空因財務問題而倒閉，蘇格蘭航空便以希臘航空名義註冊及營運。
在Al-Ani的擁有期間，一度傳出蘇格蘭航空希望租借2架洛克希德L-1011，開辦格拉斯哥往邁阿密、紐約和古巴航線，及格拉斯哥－倫敦斯坦斯特德機場－巴格達航線，但最終未能實現。
2005年10月，Al-Ani把公司股權出售給西班牙巴塞隆納的H Top酒店集團，不過在轉移過程中出現了行政問題，燃油公司拒絕為未付款的飛機加油，使一架飛機被迫停泊在帕爾馬，乘客滯留長達17小時。此延誤所造成的連鎖效應對航空公司的影響甚大。一架由Polska漁夫航空的包機前往帕爾馬幫助接載乘客，但蘇格蘭航空機師認為公司並沒有支付服務費而拒絕，使飛機空機返回波蘭。事實上，蘇格蘭航空在當天上午已匯款往Polska漁夫航空帳戶。蘇格蘭航空於同月停止營運，一年後被吊銷營運執照。

## 航點
- 希臘
  - 雅典 - 雅典埃萊夫塞里奧斯·韋尼澤洛斯國際機場
- 西班牙
  - 阿利坎特 - 阿利坎特機場
  - 巴塞隆納 - 巴塞隆納機場
  - 赫羅納 - 赫羅納機場
  - 馬拉加 - 馬拉加機場
  - 帕爾馬 - 馬略卡島帕爾馬機場
- 英國
  - 英格蘭
    - 伯明翰－伯明罕國際機場
    - 布里斯托 - 布里斯托機場
    - 唐卡斯特 - 唐卡斯特機場
    - 曼徹斯特 - 曼徹斯特機場
    - 泰恩河畔新堡 - 紐卡斯爾機場
    - 諾里奇 - 諾里奇國際機場

  - 北愛爾蘭
    - 貝爾法斯特 - 貝爾法斯特國際機場

  - 蘇格蘭
    - 格拉斯哥 - 格拉斯哥國際機場

  - 威爾斯
    - 加的夫－卡迪夫机场

## 機隊
- 1架空中巴士A320-211
- 5架波音757-236